# Застружжя
Застружжя (біл. Застружжа) — село в Іванівському районі Берестейської області Білорусі.

## Історія
Перед Другою світовою війною в селі жило 455 осіб у 87 дворах.
Під час Дугої світової війни у липні 1944 року окупантами спалено 13 будинків, вбито 103 людини.

## Пам'ятки
- Каплиця на кладовищі

## Галерея

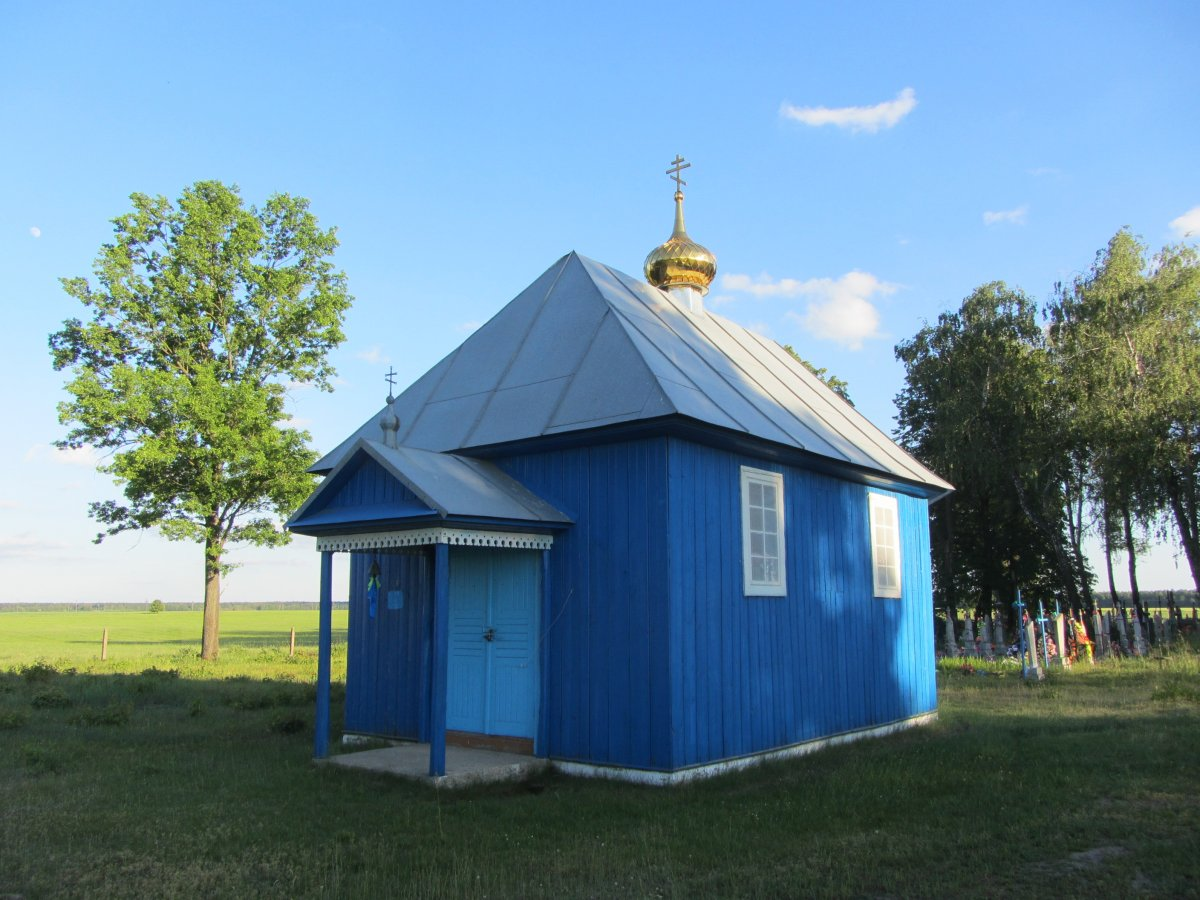
Каплиця на кладовищі
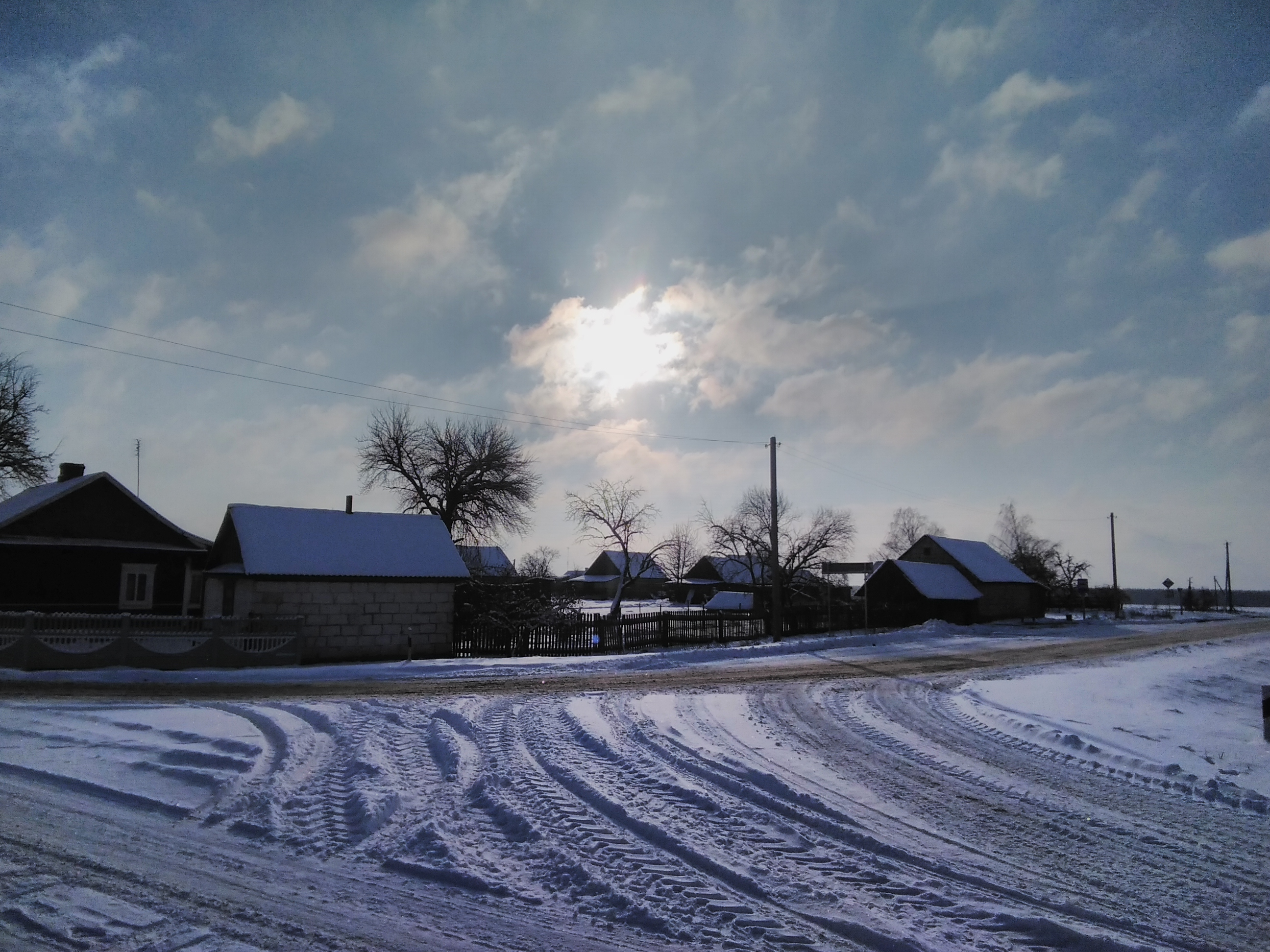
Застружжя взимку. Виїзд на дорогу до районного центру Іваново. Січень, 2021
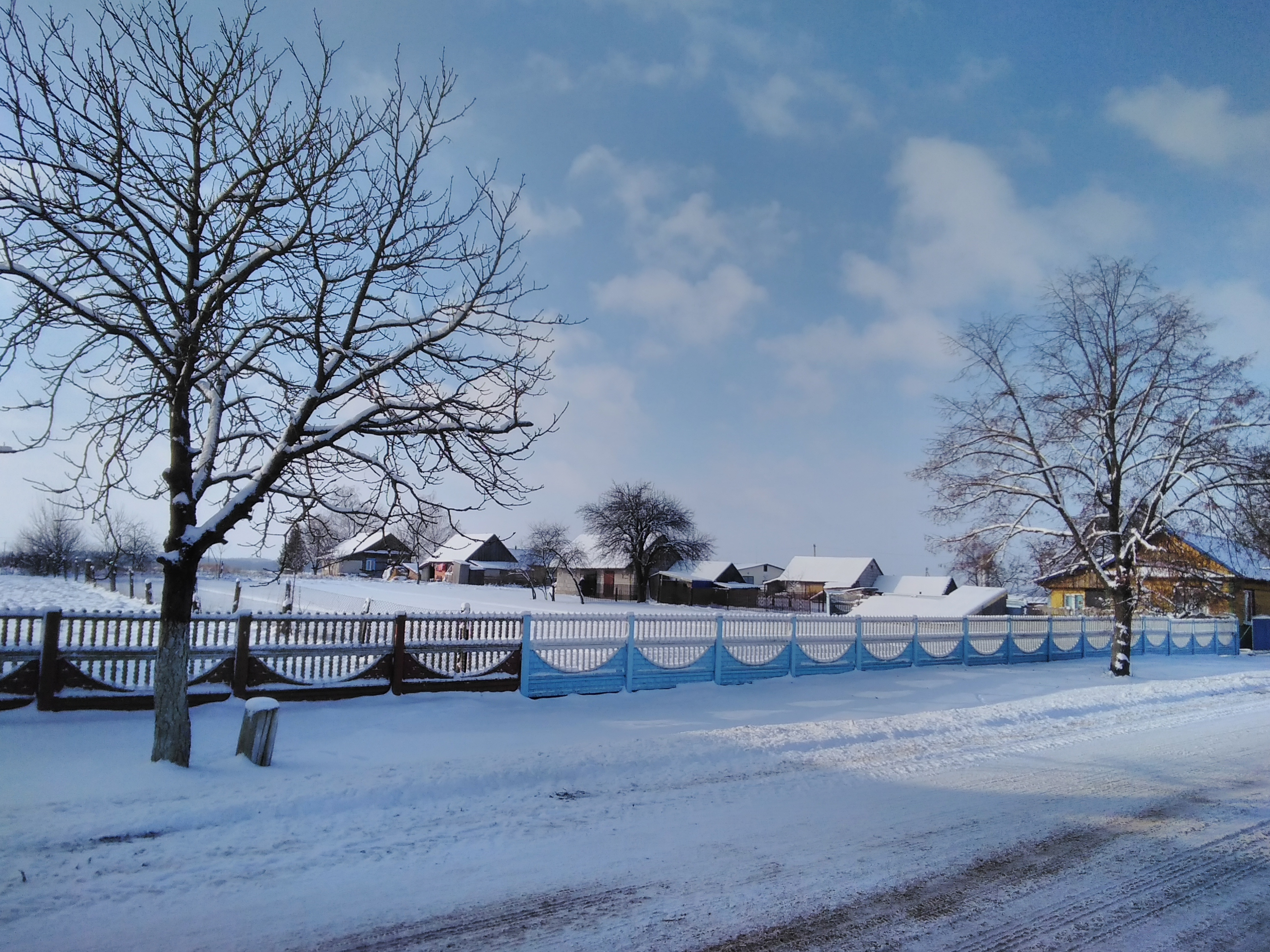
По центральній вулиці Застружжя. Зима 2021
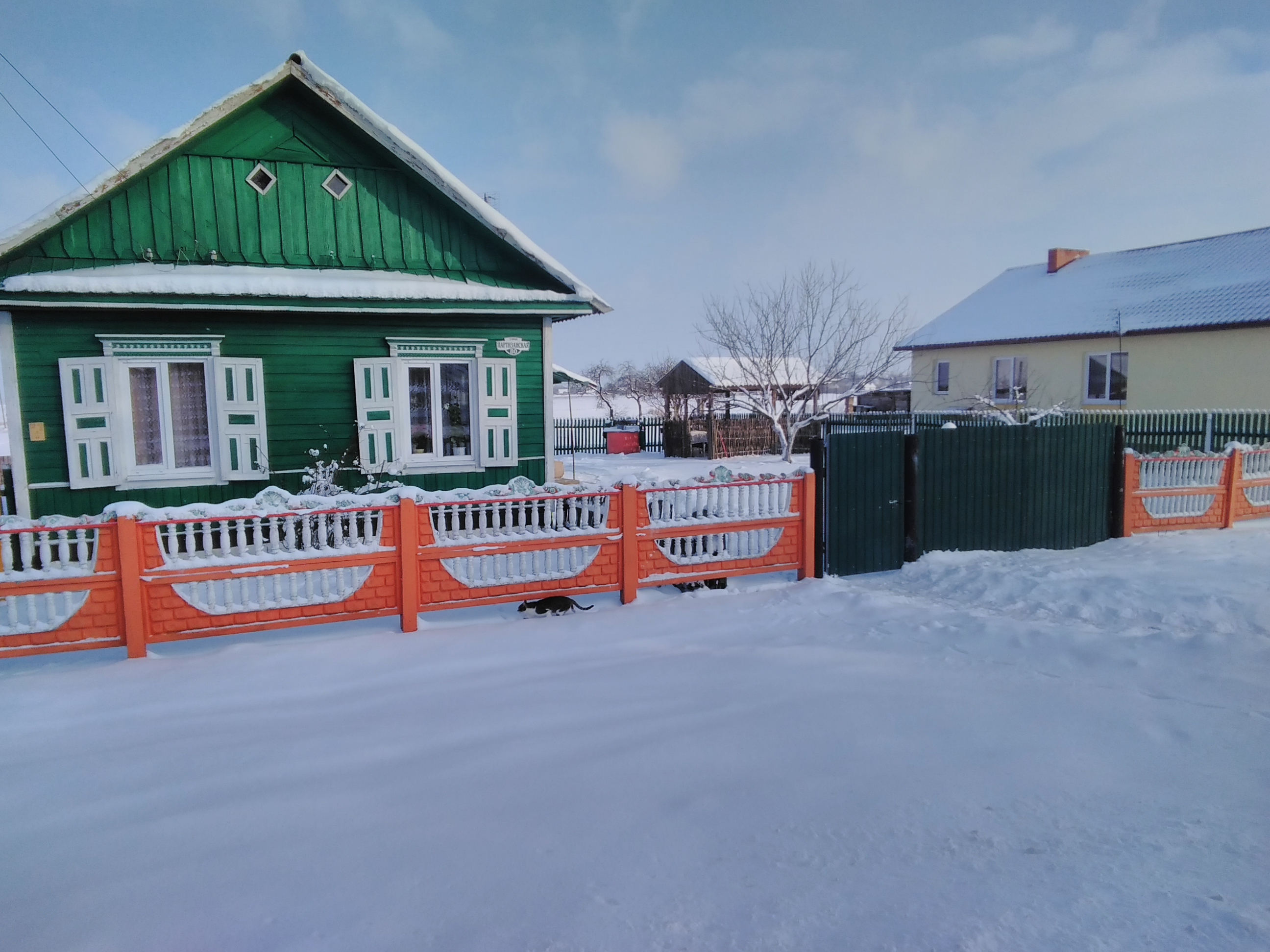
Поліський будинок біля магазину в Застружжі. Січень, 2021
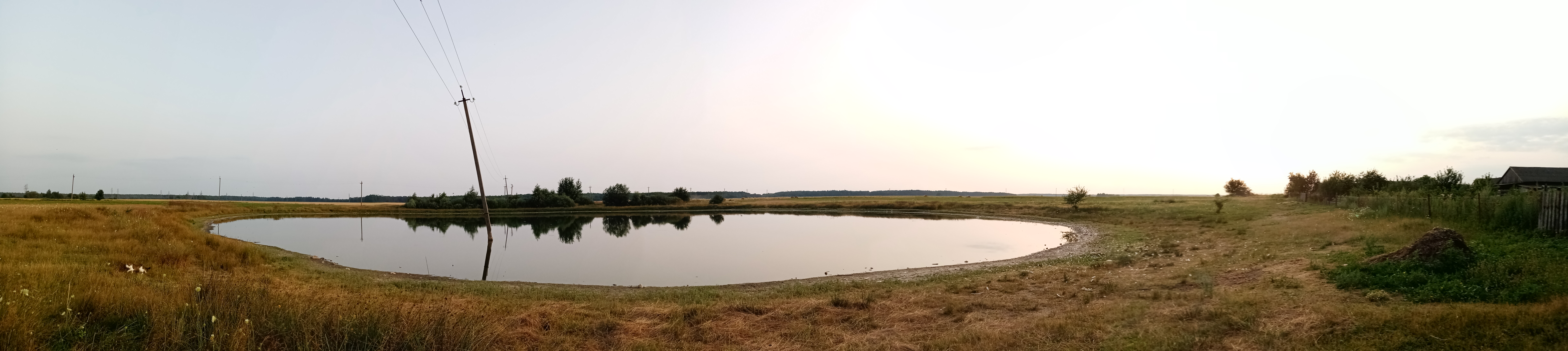
Озеро поруч із Застружжям, Липень, 2021